# Geositta rufipennis
Geositta rufipennis là một loài chim trong họ Furnariidae.